# Kamagaya
Kamagaya (jap. 鎌ケ谷市, -shi, wörtlich: Sicheltal) ist eine Stadt der Präfektur Chiba im Osten von Honshū, der Hauptinsel von Japan.

## Geographie
Kamagaya liegt südlich von Kashiwa und nördlich von Funabashi.

## Geschichte
Am 1. August 1958 wurde Kamagaya zur Machi und am 1. September 1971 zur Stadt.

## Verkehr
- Straße:
  - Nationalstraße 464
- Zug:
  - Tōbu Noda-Linie nach Funabashi oder Saitama

## Angrenzende Städte und Gemeinden
- Kashiwa
- Funabashi
- Matsudo
- Ichikawa
- Shiroi

## Persönlichkeiten
- Yusaku Maezawa (* 1975), Unternehmer, Kunstsammler, Milliardär und designierter Weltraumtourist
- Gō Iwase (* 1995), Fußballspieler
- Shōgo Yoshikawa (* 1995), Fußballspieler